# Случайная встреча (фильм, 1936)
«Случайная встреча» — советская лирическая чёрно-белая кинокомедия режиссёра Игоря Савченко. Премьера фильма состоялась 21 октября 1936 года. Дебют в кино Евгения Самойлова.

Жизнь в браке встречается в картинах 1930-х годов крайне редко. Фактически она показана только в фильме «Три товарища», где мы наблюдаем различные сценарии брака: адюльтер и развод — в одной семье, пошатнувшаяся гармония и последующее примирение — в другой. Сюжет о беременности и несостоявшейся семейной жизни встречается дважды. Самая экзотическая для довоенного кинематографа история присутствует в фильме «Случайная встреча» : герой бросает беременную подругу, не пожелавшую сделать аборт ему в угоду.— Татьяна Дашкова. Любовь и эротика в сталинских комедиях

## Сюжет
На фабрику по производству детских игрушек, где работает ударница Ирина, приезжает новый спортивный инструктор Гриша. Как оказалось, у девушки — выдающиеся способности спортсменки-легкоатлетки, и он готовит её к всесоюзным соревнованиям в Москве. Молодые люди влюбляются друг в друга и вскоре женятся. Узнав, что Ирина ждёт ребёнка, Гриша негодует — их тренировки идут насмарку. Ирина решает воспитывать ребёнка одна и уходит от мужа. Её коллеги не остаются в стороне и всячески ей помогают — и как молодой матери, и как спортсменке. Это позволяет Ирине на всесоюзных соревнованиях в Москве занять первое место.

## В ролях
- Евгений Самойлов — Гриша
- Галина Пашкова — Иринка
- Валентина Ивашёва — Таня
- Пётр Савин — Пётр Иванович
- Иван Соловьёв — Петя «Пятак»
- Константин Нассонов — директор фабрики

## Съёмочная группа
- Режиссёр: Игорь Савченко
- Автор сценария: Игорь Савченко
- Оператор: Юлий Фогельман
- Художник: Людмила Блатова
- Композитор: Сергей Потоцкий

## Критика
В газете «Известия» (17 ноября 1936 г.) братьями Тур было написано, что фильм стал неудачей и «своеобразным потолком пошлости». Известно, что рецензия (фельетон) братьев Тур вызвала неудовольствие руководителя советской кинематографии того времени Бориса Шумяцкого, который написал докладную записку в Центральный комитет ВКП(б).
Киновед Наталья Мариевская утверждала, что фильм историчен: «Фильм не просто отражает реалии эпохи, он одновременно формирует представления о той модели будущего, которая господствует в тот момент в сознании людей».